# جورج مکورث بولاک
جورج مکورث بولاک (انگلیسی: George Bullock؛ ۱۸۵۱ - ۱۹۲۶) فرد نظامی اهل پادشاهی متحد بریتانیای کبیر و ایرلند بود. وی همچنین برندهٔ جوایزی همچون نشان حمام شده‌است.